# Reanimation
A Reanimation a Linkin Park remix albuma. A 2001-es Hybrid Theory turné alatt rögzítették, a Hybrid Theory album és előző Linkin Park-dalok remixeit tartalmazza.

## Klipek
Az MTV Two készített klipet minden egyes számhoz.
1. "Opening" (a Frgt/10-ben szereplő lány aludni megy)
2. "Pts.OF.Athrty" (az amerikai zászló 1:05-re megjelenik, utána motoros üldözés
3. "[Chali]" (a lány az ágyban, és képek a szobájáról)
4. "Frgt/10" (a lány graffitizik a városban, elkerüli a rendőröket)
5. "P5hng Me A*wy" (egy kannibál munkában)
6. "Plc.4 Mie Hæd" (egy lány, aki énekel a dalban)
7. "X-Ecutioner Style" (egy rajzfilm fiú sétál a városban, Chester "Shut up" részét énekli)
8. "H! Vltg3" (egy férfi éjszakája)
9. "[Riff Raff]" (a lány az ágyban)
10. "WTH>You" (a szinkronizálóban levő emberek arcképfotóinak a nagyon gyors montázsa a dalra)
11. "Ppr:Kut" (emberek reakciója egy váratlan hangos hangra zenehallgatás közben)
12. "Rnw@y" (egy lány mohawk-al a városban)
13. "By_Myslf" (a lány a városban)
14. "Kyur4 Th Ich" (emberek breakelnek, Mr Hahn rendezésében)
15. "1Stp Klosr" (egy romló kapcsolatot mutat be)
16. "KRWLNG" (animáció egy fehér vastag emberkéről)

Csak a "Frgt/10" és a "Kyur4 Th Ich" lett hivatalosan kiadva az album DVD-A változatán, a "Pts.OF.Athrty" 3D-s animált klipjével együtt.

## Számok listája
1. "Opening"     1:07
2. "Pts.OF.Athrty" (Jay Gordon) Linkin Park 3:45
3. "Enth E Nd" (KutMasta Kurt featuring Motion Man) Linkin Park 3:59
4. "[ Chali ]"     0:23
5. "Frgt/10" (Alchemist featuring Chali 2na) Linkin Park, Wakefield, Farrell 3:32
6. "P5hng Me A*wy" (Mike Shinoda featuring Stephen Richards) Linkin Park 4:37
7. "Plc. 4 Mie Hæd" (Amp Live featuring Zion I) Linkin Park, Wakefield, Farrell 4:20
8. "X-Ecutioner Style" (featuring Black Thought)   1:49
9. "H! Vltg3" (Evidence featuring Pharoahe Monch & DJ Babu) Shinoda, Hahn, Delson 3:30
10. "[Riff Raff]"     0:21
11. "Wth>You" (Chairman Hahn featuring Aceyalone) Linkin Park, Dust Brothers 4:12
12. "Ntr\Mssion"     0:29
13. "Ppr:Kut" (Cheapshot & Jubacca featuring Rasco & Planet Asia) Linkin Park 3:26
14. "Rnw@y" (Backyard Bangers featuring Phoenix Orion) Linkin Park, Wakefield 3:13
15. "My<Dsmbr" (Mickey P. featuring Kelli Ali) Shinoda 4:17
16. "[Stef]"     0:10
17. "By_Myslf" (Josh Abraham & Mike Shinoda) Linkin Park 3:42
18. "Kyur4 Th Ich" (Chairman Hahn) Linkin Park 2:32
19. "1stp Klosr" (The Humble Brothers featuring Jonathan Davis) Linkin Park 5:46
20. "Krwlng" (Mike Shinoda featuring Aaron Lewis) Linkin Park 5:42

## Lásd még
- A legnagyobb példányszámban elkelt remixalbumok listája